# 福寶古建築群
福寶古建築群位於四川省瀘州市合江縣福寶鎮，全長2480公尺，建築面積3.832萬平方公尺，占地0.4平方公里，系明清古建築群。清初移民運動中，楚、粵、閩、贛之民相繼遷入，並建家廟以懷故土，廟堂增多，形成眾多廟宇與住宅鑲嵌的獨特形制。該建築群處於“三水相匯”之地，依山傍水，高低起伏，規模三街八巷，由古民居與“三宮八廟”〈清源宮、萬壽宮、天后宮、土地廟、五祖廟、張爺廟、禹王廟、火神廟、天燈廟、王爺廟、觀音廟）等組成，以穿斗房架、懸山屋頂、小青瓦屋面、青石板街道為風貌，瀕河多吊腳樓和挑廊，形制獨特，空間豐富。其95%以上為明清建築，整體保存完好。福寶古鎮興市600多年，迄今整體完好保留著明清時期山地場鎮的歷史原貌，是難得明清山地場鎮建築實物見證，對研究中國南方明清山地場鎮鄉土建築具有很高的歷史、藝術、科學價值，是中國山地土木工程建築的突出範例。
2012年7月16日公佈為第八批四川省文物保護單位，2019年10月7日公布为第八批全国重点文物保护单位。